# Narycia chrysopetala
Narycia chrysopetala är en fjärilsart som beskrevs av Edward Meyrick 1893. Narycia chrysopetala ingår i släktet Narycia och familjen säckspinnare. Inga underarter finns listade i Catalogue of Life.